# Huyuan (köpinghuvudort i Kina, Heilongjiang Sheng, lat 51,75, long 123,57)
Huyuan (kinesiska: 呼源, 呼源镇) är en köpinghuvudort i Kina. Den ligger i provinsen Heilongjiang, i den nordöstra delen av landet, omkring 700 kilometer norr om provinshuvudstaden Harbin. Antalet invånare är 7 873. Befolkningen består av 3 870 kvinnor och 4 003 män. Barn under 15 år utgör 8,0 %, vuxna 15-64 år 82 %, och äldre över 65 år 8,0 %.
Trakten runt Huyuan är nära nog obefolkad, med mindre än två invånare per kvadratkilometer. Det finns inga andra samhällen i närheten. I omgivningarna runt Huyuan växer i huvudsak blandskog.